# Ernest Coxhead
Ernest Albert Coxhead (1863–1933) fue un arquitecto nacido en Inglaterra que trabajó en los Estados Unidos. Se formó en los estudios de diversos arquitectos, en la Royal Academy y en la Architectural Association School of Architecture, ambas en Londres.
Se instaló en California, donde se convirtió en el arquitecto principal de la Iglesia Episcopal, diseñando iglesias en estilo neogótico. A partir de los años 1890 se concentró en el diseño residencial, formando parte del movimiento Arts and Crafts. Sus residencias incorporaban elementos típicos de las casas de campo inglesas, combinando estilos de diferentes épocas.

## Edificios singulares

### Iglesias
- Iglesia Episcopal en Messiah, Santa Ana (1889)[3]
- Templo de los Santos Inocentes, San Francisco
- Templo en Foothills, Los Altos
- Iglesia Episcopal de Pedro, Red Bluff
- Capilla de San Juan evangelista, Monterey (1891)[4]
- Templo Episcopal de todos los Santos, Pasadena (1889, demolida en 1924)
- Templo presbiteriano de Sausalito, (terminado en 1909)

### Residenciales
- Inverness house
- 2710 Scott, San Francisco (1893)
- 2940 Jackson, San Francisco (1894)
- 2600 Jackson, San Francisco (1895)
- 2511 Baker, San Francisco (1895)
- 3362 Clay, San Francisco (1896)
- 2700 Scott, San Francisco (1897)
- 2800 Pacific, San Francisco (1899)
- 3647 Washington, San Francisco (1900)
- 3232 & 3234 Pacific, San Francisco (1901)
- Rieber House, Berkeley (1904)
- Coxhead House 37 East Santa Inez Avenue, San Mateo.
- Williams House[5][6][7]

### Comerciales y públicos
- Cedar Gables Inn, Napa County[8]
- Edeficio de la Pacific Telephone & Telegraph, San Francisco (1908)
- Biblioteca pública en el 1801 de Green Street, San Francisco